# Gare d'Ōita
La gare d'Ōita (大分駅, Ōita-eki) est une gare ferroviaire de la ville d'Ōita, dans la préfecture du même nom au Japon. Elle est exploitée par la compagnie JR Kyushu.

## Situation ferroviaire
La gare d'Ōita est située au point kilométrique (PK) 132,9 de la ligne principale Nippō. Elle marque la fin des lignes principales Kyūdai et Hōhi.

## Histoire
La gare a été inaugurée le 1er novembre 1911.

## Service des voyageurs

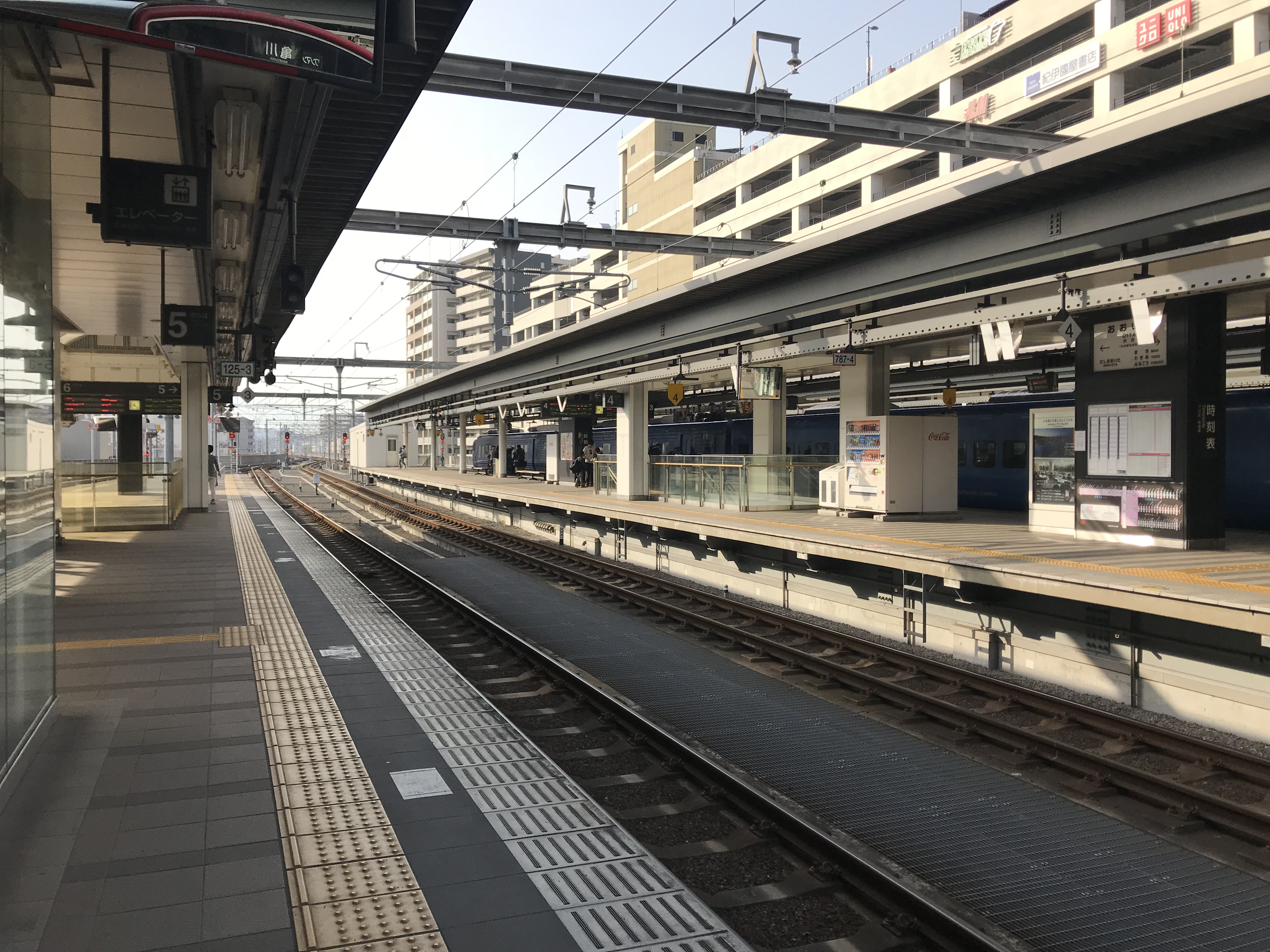
Vue des quais.

### Accueil
La gare dispose d'un bâtiment voyageurs ouvert tous les jours, avec des guichets et des automates pour l'achat de titres de transport.

### Desserte
- Ligne principale Nippō :
  - voies 1, 2 et 4 : direction Saiki et Miyazaki
  - voies 1, 3, 4 et 5 : direction Beppu, Nakatsu, Kokura et Hakata
- Ligne principale Hōhi :
  - voies 4 à 8 : direction Aso et Kumamoto
- Ligne principale Kyūdai :
  - voies 6 à 8 : direction Yufuin et Kurume